# Ибаргуэн, Катрин
Катерине Ибаргуэн (исп. Caterine Ibargüen; 12 февраля 1984, Апартадо) — колумбийская легкоатлетка. Специализируется на прыжках в длину, высоту и в тройном прыжке. Двукратная чемпионка мира в тройном  прыжке (2013 и 2015), серебряный призер Олимпийских игр 2012 года в Лондоне в тройном прыжке. Олимпийская чемпионка 2016 в Рио-де-Жанейро. Единственная олимпийская чемпионка по лёгкой атлетике в истории Колумбии.

## Карьера
В 2005 году на чемпионате мира по легкой атлетике в прыжках в высоту показала результат 1,84 м. На чемпионате мира 2009 года улучшила результат до 1,85 м. Такую же высоту взяла на Олимпийских играх 2004 года в Афинах. В настоящее время наибольших успехов Ибаргуэн достигла в тройном прыжке. В этой дисциплине она с результатом 14,84 м завоевала бронзу чемпионата мира 2011 года, а в 2012 году результат 14 метров 80 сантиметров в финале Олимпийских игр принес ей серебряную медаль.
Ибаргуэн успешно выступает в прыжках в длину. На Панамериканских играх 2011 года в Гвадалахаре показала свой лучший результат 14,80 м и завоевала бронзовую медаль.